# Pommiers et peupliers au soleil couchant, Éragny
Pommiers et peupliers au soleil couchant, Éragny est un tableau réalisé en 1901 par le peintre français Camille Pissarro.

## Description
Cette peinture à l'huile sur toile  représente un verger avec trois femmes assises sur des brouettes à l'ombre d'un arbre.
La signature C. Pissaro et la date 1901 sont placées en bas à droite.

## Histoire
Le tableau a été acheté par Charles-Auguste Marande en 1903.
Il a été légué en 1936 à la ville du Havre et est conservé au musée d'Art moderne André-Malraux

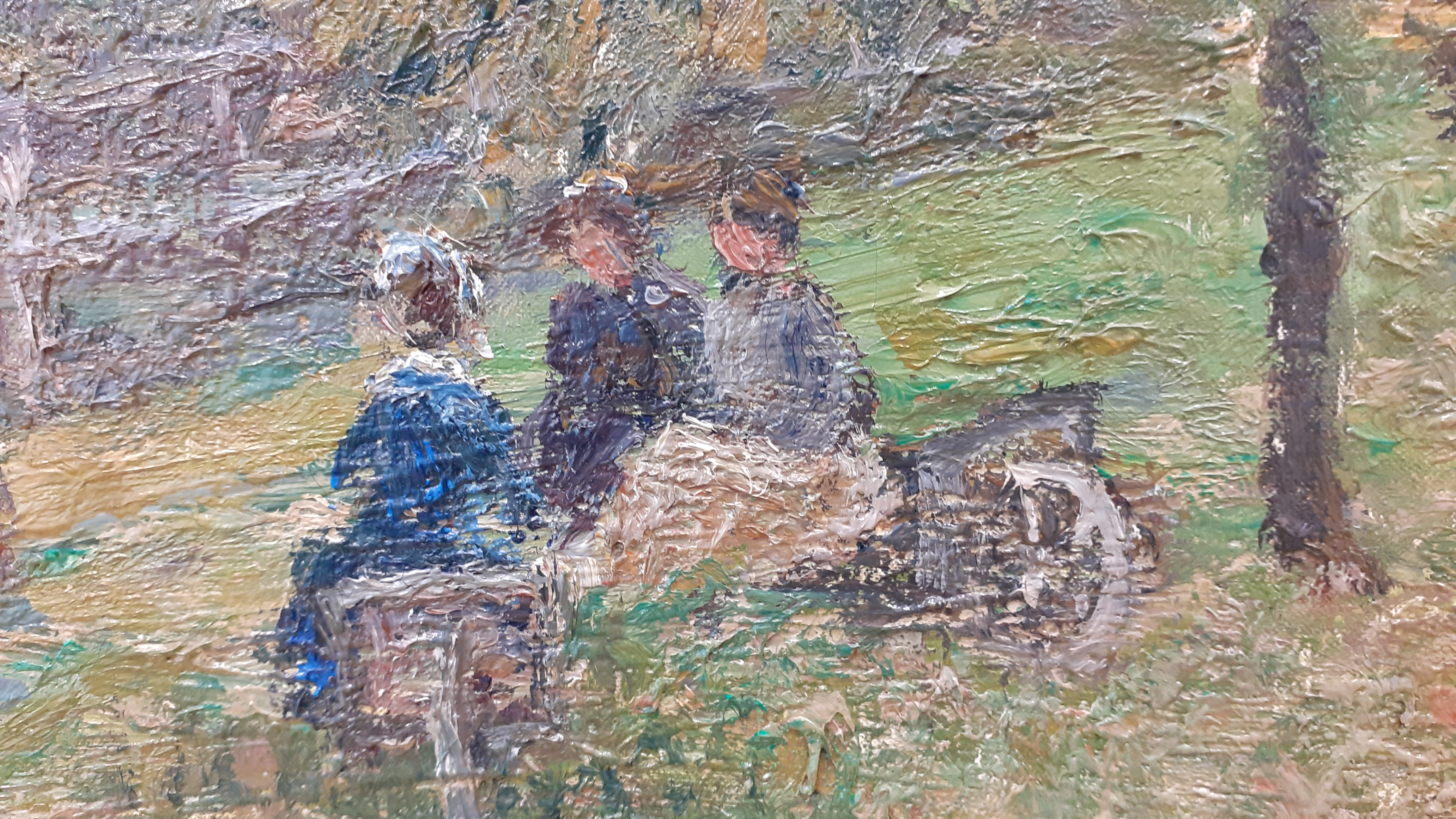
Détail du tableau représentant trois femmes assises à l'ombre d'un pommier.